# Пјаца дел Кампо
Пјаца дел Кампо (итал. Piazza del Campo), главни је градски трг историјског центра Сијене, Тоскана, Италија и означен је као један од најбољих средњовјековних тргова у Европи. Познат је широм свијета по љепоти, архитектонском интегритету и по свом облику шкољке. Окружен је са палатом Палацо Публико и са торњем Торе дел Манђа, као и са бројним другим трговима. Изградња трга почела је 1327, а завршена је 1349.
Коњска трка — Палио ди Сијена, одржава се двапут годишње на тргу, док је циљ једнодневне бициклистичка трке — Страде Бјанкеа, на тргу, након успона Санта Катерина у последњем километру.